# Хибна (недостатня) підстава або основна помилка
Хибна (недостатня) підстава або основна помилка — (лат. error fundamentalis) порушення закону достатньої підстави в формальній логіці. У діловому спілкуванні обумовлена тим, що за основу доведення з самого початку висувається не правильне судження. Теза обґрунтовується за допомогою хибних недоведених фактів і бездоказових теорій. Софізм виникає внаслідок порушення закону достатньої підстави, котрий говорить, що всяка істинна думка має бути аргументована іншими, достовірність яких доведена. Наприклад, «свобода засобів масової інформації веде до прозорості будь-якої влади». Тут виникає помилка хибної підстави, де часткове судження визнається за загальне. Але з хибних засновків можна зробити будь-який, у тому числі і правильний висновок:
```
    бізнесмени
 
— державні службовці;
    бізнесмени складають присягу;
    певні люди, що складають присягу,
 
— державні службовці.
```

Софізм  зветься також підміна засновку й  виникає  внаслідок  порушення  закону  достатньої  підстави, котрий говорить, що будь-яка правильна думка має бути аргументована іншими судженнями, істинність яких була доведена раніше. Наприклад, у реченні "свобода засобів масової інформації веде до прозорості будь-якої влади" виникає основна помилка, де часткове судження ототожнюється із загальним. Правильно буде сказати: "вільні комунікації у державному управлінні ведуть до прозорості всякої влади".
Великою  помилкою  було  висловлювання Папи  Римського  Бенедикта XVI, ніби іслам – зло. Це викликало страшенне обурення всього мусульманського світу. Згодом понтифік вибачився і додав, нібито це була не його особиста думка, а лише вислів відомого візантійського вченого. Тут з одного боку,  по-перше, з  хибних засновків, оскільки окремий мусульманин терорист, приховано доводиться неначе вони  всі терористи, а  це  вже  error fundamentalis.  Екстремісти  є  серед  басків,  ірландських  націоналістів, афганських моджахедів і віруючих різних релігійних конфесій також, але не можна зараховувати до складу терористів всю означену спільноту, доки не буде доведено, що кожен з її членів терорист. По-друге, у спростуванні має місце типова підміна тези (ignorantio elenchi), мов це не його слова. Оскільки, вибачившись, Папа посилається на авторитети (magister dixit), а це вже є третьою помилкою, де він стверджує, мов, насправді, це був не його особистий погляд. Однак, навіщо наводити такий приклад і до чого він взагалі, коли це не його стиль мислення? Тут навіть три помилки у двох висловлюваннях і всі вони дуже грубі: одна в промові та дві у вибаченні. Одним словом, по Савці свитка, а який кінь, така й кульбака.
Коли  будь-хто для  обґрунтування своїх дій  використовує аргументи, надійність яких викликає сумніви, він робить помилку, де недоведена основа. У соціальних  стосунках  –  це  поява  чуток,  що  вигадуються,  поширюються  й розповсюджуються без жодних на те підстав і переконливих доказів. Звичайні люди схильні вірити кожному, хто говорить впевнено й переконливо.
Буває  так,  що  для  обґрунтування свого  вчинку або  світогляду хтось використовує доводи, надійність яких викликає сумнів. Він робить помилку petitio principii. Поки засновок не аргументований, то не переконливою буде також і теза силогізму.